# Vuelta a Burgos Feminas 2021
Vuelta a Burgos Feminas 2021 var den 6. udgave af det spanske etapeløb Vuelta a Burgos Feminas. Cykelløbets fire etaper blev kørt fra 20. til 23. maj 2021. Løbet er 13. arrangement på UCI Women's World Tour 2021. Den oprindelige 6. udgave blev i 2020 aflyst på grund af coronaviruspandemien.
Den hollandske verdensmester Anna van der Breggen fra SD Worx vandt løbet foran landsmændene Annemiek van Vleuten (Movistar Team) og Demi Vollering (SD Worx).

## Etaperne
| Etape    | Dato    | Start – Mål                                                          | type          | Afstand (km) | Elevation (m) | Etapevinder           | Førende rytter       |
| -------- | ------- | -------------------------------------------------------------------- | ------------- | ------------ | ------------- | --------------------- | -------------------- |
| 1. etape | 20. maj | Villadiego – Sargentes de la Lora                                    | kuperet etape | 99,85        | 1.105 m       | Grace Brown           | Grace Brown          |
| 2. etape | 21. maj | Pedrosa de Valdeporres – Villarcayo de Merindad de Castilla la Vieja | kuperet etape | 97,1         | 1.062 m       | Anastasia Chursina    | Elise Chabbey        |
| 3. etape | 22. maj | Medina de Pomar – Ojo Guareña                                        | kuperet etape | 117,25       | 1.247 m       | Cecilie Uttrup Ludwig | Niamh Fisher-Black   |
| 4. etape | 23. maj | Quintanar de la Sierra – Lagunas de Neila                            | bjergetape    | 124,3        | 1.999 m       | Anna van der Breggen  | Anna van der Breggen |

### 1. etape
| Villadiego - Sargentes de la Lora | kuperet etape | (99,85 km) |

| \| Etaperesultat \| Etaperesultat \| Etaperesultat \| Etaperesultat \| Etaperesultat \| \| Rytter \| Rytter \| Hold \| Tid \| \| \| ------------- \| -------------------- \| -------------------- \| ------------- \| ------------- \| \| 1. \| Grace Brown \| Team BikeExchange \| 2t 28' 28" \| \| \| 2. \| Elise Chabbey \| Canyon-SRAM Racing \| + 0" \| \| \| 3. \| Niamh Fisher-Black \| SD Worx \| + 0" \| \| \| 4. \| Arlenis Sierra \| A.R. Monex Women's \| + 5" \| \| \| 5. \| Soraya Paladin \| Liv Racing \| + 5" \| \| \| 6. \| Sofia Bertizzolo \| Liv Racing \| + 5" \| \| \| 7. \| Elisa Longo Borghini \| Trek-Segafredo \| + 5" \| \| \| 8. \| Demi Vollering \| SD Worx \| + 5" \| \| \| 9. \| Tereza Neumanová \| World Cycling Centre \| + 5" \| \| \| 10. \| Annemiek van Vleuten \| Movistar Team \| + 5" \| \| |                      |                      |            |
| |                      |                      |            |
| Kilde: ProCyclingStats |                      |                      |            |
| Etaperesultat |                      |                      |            |
| Rytter | Rytter               | Hold                 | Tid        |
| 1. | Grace Brown          | Team BikeExchange    | 2t 28' 28" |
| 2. | Elise Chabbey        | Canyon-SRAM Racing   | + 0"       |
| 3. | Niamh Fisher-Black   | SD Worx              | + 0"       |
| 4. | Arlenis Sierra       | A.R. Monex Women's   | + 5"       |
| 5. | Soraya Paladin       | Liv Racing           | + 5"       |
| 6. | Sofia Bertizzolo     | Liv Racing           | + 5"       |
| 7. | Elisa Longo Borghini | Trek-Segafredo       | + 5"       |
| 8. | Demi Vollering       | SD Worx              | + 5"       |
| 9. | Tereza Neumanová     | World Cycling Centre | + 5"       |
| 10. | Annemiek van Vleuten | Movistar Team        | + 5"       |

| \| Samlede stilling \| Samlede stilling \| Samlede stilling \| Samlede stilling \| Samlede stilling \| \| Rytter \| Rytter \| Hold \| Tid \| \| \| ---------------- \| -------------------- \| -------------------- \| ---------------- \| ---------------- \| \| 1. \| Grace Brown \| Team BikeExchange \| 2t 28' 28" \| \| \| 2. \| Elise Chabbey \| Canyon-SRAM Racing \| + 0" \| \| \| 3. \| Niamh Fisher-Black \| SD Worx \| + 0" \| \| \| 4. \| Arlenis Sierra \| A.R. Monex Women's \| + 5" \| \| \| 5. \| Soraya Paladin \| Liv Racing \| + 5" \| \| \| 6. \| Sofia Bertizzolo \| Liv Racing \| + 5" \| \| \| 7. \| Elisa Longo Borghini \| Trek-Segafredo \| + 5" \| \| \| 8. \| Demi Vollering \| SD Worx \| + 5" \| \| \| 9. \| Tereza Neumanová \| World Cycling Centre \| + 5" \| \| \| 10. \| Annemiek van Vleuten \| Movistar Team \| + 5" \| \| |                      |                      |            |
| |                      |                      |            |
| Kilde: ProCyclingStats |                      |                      |            |
| Samlede stilling |                      |                      |            |
| Rytter | Rytter               | Hold                 | Tid        |
| 1. | Grace Brown          | Team BikeExchange    | 2t 28' 28" |
| 2. | Elise Chabbey        | Canyon-SRAM Racing   | + 0"       |
| 3. | Niamh Fisher-Black   | SD Worx              | + 0"       |
| 4. | Arlenis Sierra       | A.R. Monex Women's   | + 5"       |
| 5. | Soraya Paladin       | Liv Racing           | + 5"       |
| 6. | Sofia Bertizzolo     | Liv Racing           | + 5"       |
| 7. | Elisa Longo Borghini | Trek-Segafredo       | + 5"       |
| 8. | Demi Vollering       | SD Worx              | + 5"       |
| 9. | Tereza Neumanová     | World Cycling Centre | + 5"       |
| 10. | Annemiek van Vleuten | Movistar Team        | + 5"       |

### 2. etape
| Pedrosa de Valdeporres - Villarcayo de Merindad de Castilla la Vieja | kuperet etape | (97,1 km) |

| \| Etaperesultat \| Etaperesultat \| Etaperesultat \| Etaperesultat \| Etaperesultat \| \| Rytter \| Rytter \| Hold \| Tid \| \| \| ------------- \| ------------------ \| ---------------------------------- \| ------------- \| ------------- \| \| 1. \| Anastasia Chursina \| Alé BTC Ljubljana \| 2t 29' 28" \| \| \| 2. \| Alice Barnes \| Canyon-SRAM Racing \| + 1' 11" \| \| \| 3. \| Amalie Dideriksen \| Trek-Segafredo \| + 1' 11" \| \| \| 4. \| Arlenis Sierra \| A.R. Monex Women's \| + 1' 11" \| \| \| 5. \| Sandra Alonso \| Bizkaia-Durango \| + 1' 11" \| \| \| 6. \| Laura Tomasi \| Alé BTC Ljubljana \| + 1' 11" \| \| \| 7. \| Eugénie Duval \| FDJ-Nouvelle Aquitaine-Futuroscope \| + 1' 11" \| \| \| 8. \| Jelena Erić \| Movistar Team \| + 1' 11" \| \| \| 9. \| Demi Vollering \| SD Worx \| + 1' 11" \| \| \| 10. \| Marie Le Net \| FDJ-Nouvelle Aquitaine-Futuroscope \| + 1' 11" \| \| |                    |                                    |            |
| |                    |                                    |            |
| Kilde: ProCyclingStats |                    |                                    |            |
| Etaperesultat |                    |                                    |            |
| Rytter | Rytter             | Hold                               | Tid        |
| 1. | Anastasia Chursina | Alé BTC Ljubljana                  | 2t 29' 28" |
| 2. | Alice Barnes       | Canyon-SRAM Racing                 | + 1' 11"   |
| 3. | Amalie Dideriksen  | Trek-Segafredo                     | + 1' 11"   |
| 4. | Arlenis Sierra     | A.R. Monex Women's                 | + 1' 11"   |
| 5. | Sandra Alonso      | Bizkaia-Durango                    | + 1' 11"   |
| 6. | Laura Tomasi       | Alé BTC Ljubljana                  | + 1' 11"   |
| 7. | Eugénie Duval      | FDJ-Nouvelle Aquitaine-Futuroscope | + 1' 11"   |
| 8. | Jelena Erić        | Movistar Team                      | + 1' 11"   |
| 9. | Demi Vollering     | SD Worx                            | + 1' 11"   |
| 10. | Marie Le Net       | FDJ-Nouvelle Aquitaine-Futuroscope | + 1' 11"   |

| \| Samlede stilling \| Samlede stilling \| Samlede stilling \| Samlede stilling \| Samlede stilling \| \| Rytter \| Rytter \| Hold \| Tid \| \| \| ---------------- \| ------------------------- \| ------------------------------------ \| ---------------- \| ---------------- \| \| 1. \| Elise Chabbey \| Canyon-SRAM Racing \| 4t 59' 07" \| \| \| 2. \| Niamh Fisher-Black \| SD Worx \| + 0" \| \| \| 3. \| Grace Brown \| Team BikeExchange \| + 0" \| \| \| 4. \| Arlenis Sierra \| A.R. Monex Women's \| + 5" \| \| \| 5. \| Demi Vollering \| SD Worx \| + 5" \| \| \| 6. \| Tereza Neumanová \| World Cycling Centre \| + 5" \| \| \| 7. \| Katarzyna Niewiadoma \| Canyon-SRAM Racing \| + 5" \| \| \| 8. \| Tamara Dronova-Balabolina \| Cogeas-Mettler-Look Pro Cycling Team \| + 5" \| \| \| 9. \| Sofia Bertizzolo \| Liv Racing \| + 5" \| \| \| 10. \| Ashleigh Moolman-Pasio \| SD Worx \| + 5" \| \| |                           |                                      |            |
| |                           |                                      |            |
| Kilde: ProCyclingStats |                           |                                      |            |
| Samlede stilling |                           |                                      |            |
| Rytter | Rytter                    | Hold                                 | Tid        |
| 1. | Elise Chabbey             | Canyon-SRAM Racing                   | 4t 59' 07" |
| 2. | Niamh Fisher-Black        | SD Worx                              | + 0"       |
| 3. | Grace Brown               | Team BikeExchange                    | + 0"       |
| 4. | Arlenis Sierra            | A.R. Monex Women's                   | + 5"       |
| 5. | Demi Vollering            | SD Worx                              | + 5"       |
| 6. | Tereza Neumanová          | World Cycling Centre                 | + 5"       |
| 7. | Katarzyna Niewiadoma      | Canyon-SRAM Racing                   | + 5"       |
| 8. | Tamara Dronova-Balabolina | Cogeas-Mettler-Look Pro Cycling Team | + 5"       |
| 9. | Sofia Bertizzolo          | Liv Racing                           | + 5"       |
| 10. | Ashleigh Moolman-Pasio    | SD Worx                              | + 5"       |

### 3. etape
| Medina de Pomar - Ojo Guareña | kuperet etape | (117,25 km) |

| \| Etaperesultat \| Etaperesultat \| Etaperesultat \| Etaperesultat \| Etaperesultat \| \| Rytter \| Rytter \| Hold \| Tid \| \| \| ------------- \| ---------------------- \| ---------------------------------- \| ------------- \| ------------- \| \| 1. \| Cecilie Uttrup Ludwig \| FDJ-Nouvelle Aquitaine-Futuroscope \| 3t 00' 28" \| \| \| 2. \| Katarzyna Niewiadoma \| Canyon-SRAM Racing \| + 0" \| \| \| 3. \| Anna van der Breggen \| SD Worx \| + 0" \| \| \| 4. \| Elisa Longo Borghini \| Trek-Segafredo \| + 0" \| \| \| 5. \| Niamh Fisher-Black \| SD Worx \| + 3" \| \| \| 6. \| Mavi García \| Alé BTC Ljubljana \| + 3" \| \| \| 7. \| Demi Vollering \| SD Worx \| + 3" \| \| \| 8. \| Annemiek van Vleuten \| Movistar Team \| + 3" \| \| \| 9. \| Ashleigh Moolman-Pasio \| SD Worx \| + 3" \| \| \| 10. \| Soraya Paladin \| Liv Racing \| + 3" \| \| |                        |                                    |            |
| |                        |                                    |            |
| Kilde: ProCyclingStats |                        |                                    |            |
| Etaperesultat |                        |                                    |            |
| Rytter | Rytter                 | Hold                               | Tid        |
| 1. | Cecilie Uttrup Ludwig  | FDJ-Nouvelle Aquitaine-Futuroscope | 3t 00' 28" |
| 2. | Katarzyna Niewiadoma   | Canyon-SRAM Racing                 | + 0"       |
| 3. | Anna van der Breggen   | SD Worx                            | + 0"       |
| 4. | Elisa Longo Borghini   | Trek-Segafredo                     | + 0"       |
| 5. | Niamh Fisher-Black     | SD Worx                            | + 3"       |
| 6. | Mavi García            | Alé BTC Ljubljana                  | + 3"       |
| 7. | Demi Vollering         | SD Worx                            | + 3"       |
| 8. | Annemiek van Vleuten   | Movistar Team                      | + 3"       |
| 9. | Ashleigh Moolman-Pasio | SD Worx                            | + 3"       |
| 10. | Soraya Paladin         | Liv Racing                         | + 3"       |

| \| Samlede stilling \| Samlede stilling \| Samlede stilling \| Samlede stilling \| Samlede stilling \| \| Rytter \| Rytter \| Hold \| Tid \| \| \| ---------------- \| ---------------------- \| ---------------------------------- \| ---------------- \| ---------------- \| \| 1. \| Niamh Fisher-Black \| SD Worx \| 7t 59' 38" \| \| \| 2. \| Grace Brown \| Team BikeExchange \| + 0" \| \| \| 3. \| Katarzyna Niewiadoma \| Canyon-SRAM Racing \| + 2" \| \| \| 4. \| Elisa Longo Borghini \| Trek-Segafredo \| + 2" \| \| \| 5. \| Cecilie Uttrup Ludwig \| FDJ-Nouvelle Aquitaine-Futuroscope \| + 2" \| \| \| 6. \| Anna van der Breggen \| SD Worx \| + 2" \| \| \| 7. \| Demi Vollering \| SD Worx \| + 5" \| \| \| 8. \| Ashleigh Moolman-Pasio \| SD Worx \| + 5" \| \| \| 9. \| Soraya Paladin \| Liv Racing \| + 5" \| \| \| 10. \| Ane Santesteban \| Team BikeExchange \| + 5" \| \| |                        |                                    |            |
| |                        |                                    |            |
| Kilde: ProCyclingStats |                        |                                    |            |
| Samlede stilling |                        |                                    |            |
| Rytter | Rytter                 | Hold                               | Tid        |
| 1. | Niamh Fisher-Black     | SD Worx                            | 7t 59' 38" |
| 2. | Grace Brown            | Team BikeExchange                  | + 0"       |
| 3. | Katarzyna Niewiadoma   | Canyon-SRAM Racing                 | + 2"       |
| 4. | Elisa Longo Borghini   | Trek-Segafredo                     | + 2"       |
| 5. | Cecilie Uttrup Ludwig  | FDJ-Nouvelle Aquitaine-Futuroscope | + 2"       |
| 6. | Anna van der Breggen   | SD Worx                            | + 2"       |
| 7. | Demi Vollering         | SD Worx                            | + 5"       |
| 8. | Ashleigh Moolman-Pasio | SD Worx                            | + 5"       |
| 9. | Soraya Paladin         | Liv Racing                         | + 5"       |
| 10. | Ane Santesteban        | Team BikeExchange                  | + 5"       |

### 4. etape
| Quintanar de la Sierra - Lagunas de Neila | bjergetape | (124,3 km) |

| \| Etaperesultat \| Etaperesultat \| Etaperesultat \| Etaperesultat \| Etaperesultat \| \| Rytter \| Rytter \| Hold \| Tid \| \| \| ------------- \| ---------------------- \| ---------------------------------- \| ------------- \| ------------- \| \| 1. \| Anna van der Breggen \| SD Worx \| 3t 24' 15" \| \| \| 2. \| Annemiek van Vleuten \| Movistar Team \| + 0" \| \| \| 3. \| Demi Vollering \| SD Worx \| + 20" \| \| \| 4. \| Pauliena Rooijakkers \| Liv Racing \| + 35" \| \| \| 5. \| Clara Koppenburg \| Rally Cycling \| + 37" \| \| \| 6. \| Katrine Aalerud \| Movistar Team \| + 51" \| \| \| 7. \| Cecilie Uttrup Ludwig \| FDJ-Nouvelle Aquitaine-Futuroscope \| + 1' 04" \| \| \| 8. \| Ashleigh Moolman-Pasio \| SD Worx \| + 1' 06" \| \| \| 9. \| Grace Brown \| Team BikeExchange \| + 1' 09" \| \| \| 10. \| Amanda Spratt \| Team BikeExchange \| + 1' 17" \| \| |                        |                                    |            |
| |                        |                                    |            |
| Kilde: ProCyclingStats |                        |                                    |            |
| Etaperesultat |                        |                                    |            |
| Rytter | Rytter                 | Hold                               | Tid        |
| 1. | Anna van der Breggen   | SD Worx                            | 3t 24' 15" |
| 2. | Annemiek van Vleuten   | Movistar Team                      | + 0"       |
| 3. | Demi Vollering         | SD Worx                            | + 20"      |
| 4. | Pauliena Rooijakkers   | Liv Racing                         | + 35"      |
| 5. | Clara Koppenburg       | Rally Cycling                      | + 37"      |
| 6. | Katrine Aalerud        | Movistar Team                      | + 51"      |
| 7. | Cecilie Uttrup Ludwig  | FDJ-Nouvelle Aquitaine-Futuroscope | + 1' 04"   |
| 8. | Ashleigh Moolman-Pasio | SD Worx                            | + 1' 06"   |
| 9. | Grace Brown            | Team BikeExchange                  | + 1' 09"   |
| 10. | Amanda Spratt          | Team BikeExchange                  | + 1' 17"   |

## Resultater
| \| Samlede stilling \| Samlede stilling \| Samlede stilling \| Samlede stilling \| Samlede stilling \| \| Rytter \| Rytter \| Hold \| Tid \| \| \| ---------------- \| ---------------------- \| ---------------------------------- \| ---------------- \| ---------------- \| \| 1. \| Anna van der Breggen \| SD Worx \| 11t 23' 55" \| \| \| 2. \| Annemiek van Vleuten \| Movistar Team \| + 3" \| \| \| 3. \| Demi Vollering \| SD Worx \| + 23" \| \| \| 4. \| Clara Koppenburg \| Rally Cycling \| + 59" \| \| \| 5. \| Katrine Aalerud \| Movistar Team \| + 1' 02" \| \| \| 6. \| Cecilie Uttrup Ludwig \| FDJ-Nouvelle Aquitaine-Futuroscope \| + 1' 04" \| \| \| 7. \| Grace Brown \| Team BikeExchange \| + 1' 07" \| \| \| 8. \| Ashleigh Moolman-Pasio \| SD Worx \| + 1' 09" \| \| \| 9. \| Pauliena Rooijakkers \| Liv Racing \| + 1' 09" \| \| \| 10. \| Katarzyna Niewiadoma \| Canyon-SRAM Racing \| + 1' 25" \| \| |                        |                                    |             |
| |                        |                                    |             |
| Kilde: ProCyclingStats |                        |                                    |             |
| Samlede stilling |                        |                                    |             |
| Rytter | Rytter                 | Hold                               | Tid         |
| 1. | Anna van der Breggen   | SD Worx                            | 11t 23' 55" |
| 2. | Annemiek van Vleuten   | Movistar Team                      | + 3"        |
| 3. | Demi Vollering         | SD Worx                            | + 23"       |
| 4. | Clara Koppenburg       | Rally Cycling                      | + 59"       |
| 5. | Katrine Aalerud        | Movistar Team                      | + 1' 02"    |
| 6. | Cecilie Uttrup Ludwig  | FDJ-Nouvelle Aquitaine-Futuroscope | + 1' 04"    |
| 7. | Grace Brown            | Team BikeExchange                  | + 1' 07"    |
| 8. | Ashleigh Moolman-Pasio | SD Worx                            | + 1' 09"    |
| 9. | Pauliena Rooijakkers   | Liv Racing                         | + 1' 09"    |
| 10. | Katarzyna Niewiadoma   | Canyon-SRAM Racing                 | + 1' 25"    |

| Samlede stilling | Samlede stilling       | Samlede stilling                   | Samlede stilling | Samlede stilling |
| Rytter           | Rytter                 | Hold                               | Tid              |                  |
| ---------------- | ---------------------- | ---------------------------------- | ---------------- | ---------------- |
| 1.               | Anna van der Breggen   | SD Worx                            | 11t 23' 55"      |                  |
| 2.               | Annemiek van Vleuten   | Movistar Team                      | + 3"             |                  |
| 3.               | Demi Vollering         | SD Worx                            | + 23"            |                  |
| 4.               | Clara Koppenburg       | Rally Cycling                      | + 59"            |                  |
| 5.               | Katrine Aalerud        | Movistar Team                      | + 1' 02"         |                  |
| 6.               | Cecilie Uttrup Ludwig  | FDJ-Nouvelle Aquitaine-Futuroscope | + 1' 04"         |                  |
| 7.               | Grace Brown            | Team BikeExchange                  | + 1' 07"         |                  |
| 8.               | Ashleigh Moolman-Pasio | SD Worx                            | + 1' 09"         |                  |
| 9.               | Pauliena Rooijakkers   | Liv Racing                         | + 1' 09"         |                  |
| 10.              | Katarzyna Niewiadoma   | Canyon-SRAM Racing                 | + 1' 25"         |                  |

| Pointkonkurrence | Pointkonkurrence      | Pointkonkurrence                   | Pointkonkurrence | Pointkonkurrence |
| Rytter           | Rytter                | Hold                               | Point            |                  |
| ---------------- | --------------------- | ---------------------------------- | ---------------- | ---------------- |
| 1.               | Anna van der Breggen  | SD Worx                            | 41 point         |                  |
| 2.               | Demi Vollering        | SD Worx                            | 40 point         |                  |
| 3.               | Grace Brown           | Team BikeExchange                  | 37 point         |                  |
| 4.               | Cecilie Uttrup Ludwig | FDJ-Nouvelle Aquitaine-Futuroscope | 34 point         |                  |
| 5.               | Annemiek van Vleuten  | Movistar Team                      | 34 point         |                  |
| 6.               | Katarzyna Niewiadoma  | Canyon-SRAM Racing                 | 30 point         |                  |
| 7.               | Arlenis Sierra        | A.R. Monex Women's                 | 30 point         |                  |
| 8.               | Niamh Fisher-Black    | SD Worx                            | 29 point         |                  |
| 9.               | Elisa Longo Borghini  | Trek-Segafredo                     | 27 point         |                  |
| 10.              | Anastasia Chursina    | Alé BTC Ljubljana                  | 25 point         |                  |

| Pointkonkurrence | Pointkonkurrence      | Pointkonkurrence                   | Pointkonkurrence | Pointkonkurrence |
| Rytter           | Rytter                | Hold                               | Point            |                  |
| ---------------- | --------------------- | ---------------------------------- | ---------------- | ---------------- |
| 1.               | Anna van der Breggen  | SD Worx                            | 41 point         |                  |
| 2.               | Demi Vollering        | SD Worx                            | 40 point         |                  |
| 3.               | Grace Brown           | Team BikeExchange                  | 37 point         |                  |
| 4.               | Cecilie Uttrup Ludwig | FDJ-Nouvelle Aquitaine-Futuroscope | 34 point         |                  |
| 5.               | Annemiek van Vleuten  | Movistar Team                      | 34 point         |                  |
| 6.               | Katarzyna Niewiadoma  | Canyon-SRAM Racing                 | 30 point         |                  |
| 7.               | Arlenis Sierra        | A.R. Monex Women's                 | 30 point         |                  |
| 8.               | Niamh Fisher-Black    | SD Worx                            | 29 point         |                  |
| 9.               | Elisa Longo Borghini  | Trek-Segafredo                     | 27 point         |                  |
| 10.              | Anastasia Chursina    | Alé BTC Ljubljana                  | 25 point         |                  |

| Bjergkonkurrence | Bjergkonkurrence      | Bjergkonkurrence                   | Bjergkonkurrence | Bjergkonkurrence |
| Rytter           | Rytter                | Hold                               | Point            |                  |
| ---------------- | --------------------- | ---------------------------------- | ---------------- | ---------------- |
| 1.               | Anna van der Breggen  | SD Worx                            | 32 point         |                  |
| 2.               | Annemiek van Vleuten  | Movistar Team                      | 25 point         |                  |
| 3.               | Demi Vollering        | SD Worx                            | 20 point         |                  |
| 4.               | Cecilie Uttrup Ludwig | FDJ-Nouvelle Aquitaine-Futuroscope | 18 point         |                  |
| 5.               | Pauliena Rooijakkers  | Liv Racing                         | 18 point         |                  |
| 6.               | Niamh Fisher-Black    | SD Worx                            | 15 point         |                  |
| 7.               | Clara Koppenburg      | Rally Cycling                      | 12 point         |                  |
| 8.               | Katrine Aalerud       | Movistar Team                      | 11 point         |                  |
| 9.               | Elise Chabbey         | Canyon-SRAM Racing                 | 11 point         |                  |
| 10.              | Grace Brown           | Team BikeExchange                  | 10 point         |                  |

| Bjergkonkurrence | Bjergkonkurrence      | Bjergkonkurrence                   | Bjergkonkurrence | Bjergkonkurrence |
| Rytter           | Rytter                | Hold                               | Point            |                  |
| ---------------- | --------------------- | ---------------------------------- | ---------------- | ---------------- |
| 1.               | Anna van der Breggen  | SD Worx                            | 32 point         |                  |
| 2.               | Annemiek van Vleuten  | Movistar Team                      | 25 point         |                  |
| 3.               | Demi Vollering        | SD Worx                            | 20 point         |                  |
| 4.               | Cecilie Uttrup Ludwig | FDJ-Nouvelle Aquitaine-Futuroscope | 18 point         |                  |
| 5.               | Pauliena Rooijakkers  | Liv Racing                         | 18 point         |                  |
| 6.               | Niamh Fisher-Black    | SD Worx                            | 15 point         |                  |
| 7.               | Clara Koppenburg      | Rally Cycling                      | 12 point         |                  |
| 8.               | Katrine Aalerud       | Movistar Team                      | 11 point         |                  |
| 9.               | Elise Chabbey         | Canyon-SRAM Racing                 | 11 point         |                  |
| 10.              | Grace Brown           | Team BikeExchange                  | 10 point         |                  |

| Ungdomskonkurrence | Ungdomskonkurrence     | Ungdomskonkurrence                 | Ungdomskonkurrence | Ungdomskonkurrence |
| Rytter             | Rytter                 | Hold                               | Tid                |                    |
| ------------------ | ---------------------- | ---------------------------------- | ------------------ | ------------------ |
| 1.                 | Niamh Fisher-Black     | SD Worx                            | 11t 25' 36"        |                    |
| 2.                 | Évita Muzic            | FDJ-Nouvelle Aquitaine-Futuroscope | + 4"               |                    |
| 3.                 | Mikayla Harvey         | Canyon-SRAM Racing                 | + 27"              |                    |
| 4.                 | Anna Shackley          | SD Worx                            | + 59"              |                    |
| 5.                 | Andrea Ramírez Fregoso | A.R. Monex Women's                 | + 2' 16"           |                    |
| 6.                 | Barbara Malcotti       | Valcar-Travel & Service            | + 2' 21"           |                    |
| 7.                 | Tereza Neumanová       | World Cycling Centre               | + 2' 24"           |                    |
| 8.                 | Anna Baidak            | Eneicat-RBH                        | + 4' 51"           |                    |
| 9.                 | Federica Piergiovanni  | Valcar-Travel & Service            | + 6' 24"           |                    |
| 10.                | Julia Biryukova        | Eneicat-RBH                        | + 6' 53"           |                    |

| Ungdomskonkurrence | Ungdomskonkurrence     | Ungdomskonkurrence                 | Ungdomskonkurrence | Ungdomskonkurrence |
| Rytter             | Rytter                 | Hold                               | Tid                |                    |
| ------------------ | ---------------------- | ---------------------------------- | ------------------ | ------------------ |
| 1.                 | Niamh Fisher-Black     | SD Worx                            | 11t 25' 36"        |                    |
| 2.                 | Évita Muzic            | FDJ-Nouvelle Aquitaine-Futuroscope | + 4"               |                    |
| 3.                 | Mikayla Harvey         | Canyon-SRAM Racing                 | + 27"              |                    |
| 4.                 | Anna Shackley          | SD Worx                            | + 59"              |                    |
| 5.                 | Andrea Ramírez Fregoso | A.R. Monex Women's                 | + 2' 16"           |                    |
| 6.                 | Barbara Malcotti       | Valcar-Travel & Service            | + 2' 21"           |                    |
| 7.                 | Tereza Neumanová       | World Cycling Centre               | + 2' 24"           |                    |
| 8.                 | Anna Baidak            | Eneicat-RBH                        | + 4' 51"           |                    |
| 9.                 | Federica Piergiovanni  | Valcar-Travel & Service            | + 6' 24"           |                    |
| 10.                | Julia Biryukova        | Eneicat-RBH                        | + 6' 53"           |                    |

### Holdkonkurrencen
| Holdkonkurrence | Holdkonkurrence                    | Holdkonkurrence | Holdkonkurrence |
| Hold            | Hold                               | Tid             |                 |
| --------------- | ---------------------------------- | --------------- | --------------- |
| 1.              | SD Worx                            | 34t 13' 12"     |                 |
| 2.              | Team BikeExchange                  | + 3' 21"        |                 |
| 3.              | Liv Racing                         | + 3' 35"        |                 |
| 4.              | Canyon-SRAM Racing                 | + 4' 19"        |                 |
| 5.              | Movistar Team                      | + 5' 51"        |                 |
| 6.              | Alé BTC Ljubljana                  | + 5' 52"        |                 |
| 7.              | A.R. Monex                         | + 7' 12"        |                 |
| 8.              | FDJ-Nouvelle Aquitaine-Futuroscope | + 11' 01"       |                 |
| 9.              | Rally                              | + 15' 55"       |                 |
| 10.             | Ceratizit-WNT Pro Cycling          | + 15' 58"       |                 |

## Trøjernes fordeling gennem løbet
| Etape    |               | Vinder _              | Samlede stilling     | Pointtrøje           | Bjergtrøje           | Ungdomstrøje       | Holdkonkurrence _ |
| -------- | ------------- | --------------------- | -------------------- | -------------------- | -------------------- | ------------------ | ----------------- |
| 1. etape | kuperet etape | Grace Brown           | Grace Brown          | Grace Brown          | Grace Brown          | Niamh Fisher-Black | SD Worx           |
| 2. etape | kuperet etape | Anastasia Chursina    | Elise Chabbey        | Arlenis Sierra       | Heidi Franz          | Niamh Fisher-Black | Alé BTC Ljubljana |
| 3. etape | kuperet etape | Cecilie Uttrup Ludwig | Niamh Fisher-Black   | Grace Brown          | Niamh Fisher-Black   | Niamh Fisher-Black | Alé BTC Ljubljana |
| 4. etape | bjergetape    | Anna van der Breggen  | Anna van der Breggen | Anna van der Breggen | Anna van der Breggen | Niamh Fisher-Black | SD Worx           |
| Samlet   | Samlet        |                       | Anna van der Breggen | Anna van der Breggen | Anna van der Breggen | Niamh Fisher-Black | SD Worx           |

## Hold og ryttere
| UCI Women's WorldTeams (8)- Alé BTC Ljubljana - Team BikeExchange - Canyon-SRAM Racing - FDJ-Nouvelle Aquitaine-Futuroscope - Liv Racing - Movistar Team - SD Worx - Trek-Segafredo UCI Women's Kontinentalhold (11)- A.R. Monex - Bizkaia-Durango - Ceratizit-WNT Pro Cycling - Cogeas-Mettler-Look Pro Cycling Team - Eneicat-RBH Global-Martin Villa - Instafund Racing - Massi Tactic - Rally - Río Miera-Cantabria Deporte - Sopela - Valcar-Travel & Service UCI Women's Kontinentalhold- Burgos Alimenta Women Cycling Sport |
| |

### Danske ryttere
| Danske ryttere på startlisten |                       |                                    |           |
| Rygnummer                     | Rytter                | Hold                               | Placering |
| 23                            | Amalie Dideriksen     | Trek-Segafredo                     | 84        |
| 75                            | Cecilie Uttrup Ludwig | FDJ-Nouvelle Aquitaine-Futuroscope | 6         |
| 183                           | Fie Østerby           | Río Miera-Cantabria Deporte        | 74        |

* DNF = gennemførte ikke

## Startliste
| SD Worx SDW | SD Worx SDW                           | SD Worx SDW |
| ----------- | ------------------------------------- | ----------- |
| Nr.         | Rytter                                | Placering   |
| 1           | Anna van der Breggen (NED) (landevej) | 1.          |
| 2           | Anna Shackley (GBR)                   | 25.         |
| 3           | Demi Vollering (NED)                  | 3.          |
| 4           | Niamh Fisher-Black (NZL)              | 12.         |
| 5           | Ashleigh Moolman-Pasio (RSA)          | 8.          |
| 6           | Karol-Ann Canuel (CAN)                | 46.         |

| Movistar Team MOV | Movistar Team MOV                     | Movistar Team MOV |
| ----------------- | ------------------------------------- | ----------------- |
| Nr.               | Rytter                                | Placering         |
| 11                | Annemiek van Vleuten (NED) (landevej) | 2.                |
| 12                | Alicia González Blanco (ESP)          | 78.               |
| 13                | Sara Martín Martín (ESP)              | DNF-1             |
| 14                | Jelena Erić (SRB)                     | 82.               |
| 15                | Paula Patiño (COL)                    | 37.               |
| 16                | Katrine Aalerud (NOR)                 | 5.                |

| Trek-Segafredo TFS | Trek-Segafredo TFS                    | Trek-Segafredo TFS |
| ------------------ | ------------------------------------- | ------------------ |
| Nr.                | Rytter                                | Placering          |
| 21                 | Elynor Bäckstedt (GBR)                | DNF-4              |
| 22                 | Lauretta Hanson (AUS)                 | DNF-4              |
| 23                 | Amalie Dideriksen (DEN)               | 84.                |
| 24                 | Elisa Longo Borghini (ITA) (landevej) | 11.                |
| 25                 | Shirin van Anrooij (NED)              | 55.                |
| 26                 | Tayler Wiles (USA)                    | 47.                |

| Team BikeExchange BEX | Team BikeExchange BEX             | Team BikeExchange BEX |
| --------------------- | --------------------------------- | --------------------- |
| Nr.                   | Rytter                            | Placering             |
| 31                    | Amanda Spratt (AUS)               | 14.                   |
| 32                    | Arianna Fidanza (ITA)             | 72.                   |
| 33                    | Ane Santesteban (ESP)             | 18.                   |
| 34                    | Sarah Roy (AUS) (landevej)        | 81.                   |
| 35                    | Grace Brown (AUS)                 | 7.                    |
| 36                    | Georgia Williams (NZL) (landevej) | 73.                   |

| Alé BTC Ljubljana ALE | Alé BTC Ljubljana ALE        | Alé BTC Ljubljana ALE |
| --------------------- | ---------------------------- | --------------------- |
| Nr.                   | Rytter                       | Placering             |
| 41                    | Mavi García (ESP) (landevej) | 28.                   |
| 42                    | Tatiana Guderzo (ITA)        | 26.                   |
| 43                    | Anastasia Chursina (RUS)     | 40.                   |
| 44                    | Laura Tomasi (ITA)           | DNF-4                 |
| 45                    | Sophie Wright (GBR)          | 51.                   |
| 46                    | Marlen Reusser (SUI)         | 23.                   |

| Liv Racing LIV | Liv Racing LIV             | Liv Racing LIV |
| -------------- | -------------------------- | -------------- |
| Nr.            | Rytter                     | Placering      |
| 51             | Sofia Bertizzolo (ITA)     | 34.            |
| 53             | Marta Jaskulska (POL)      | 68.            |
| 54             | Soraya Paladin (ITA)       | 20.            |
| 55             | Pauliena Rooijakkers (NED) | 9.             |
| 56             | Sabrina Stultiens (NED)    | 15.            |

| Canyon-SRAM Racing CSR | Canyon-SRAM Racing CSR         | Canyon-SRAM Racing CSR |
| ---------------------- | ------------------------------ | ---------------------- |
| Nr.                    | Rytter                         | Placering              |
| 61                     | Hannah Barnes (GBR)            | 77.                    |
| 62                     | Alice Barnes (GBR)             | DNF-4                  |
| 63                     | Elise Chabbey (SUI) (landevej) | 21.                    |
| 64                     | Katarzyna Niewiadoma (POL)     | 10.                    |
| 65                     | Mikayla Harvey (NZL)           | 19.                    |
| 66                     | Omer Shapira (ISR) (landevej)  | 29.                    |

| FDJ-Nouvelle Aquitaine-Futuroscope FDJ | FDJ-Nouvelle Aquitaine-Futuroscope FDJ | FDJ-Nouvelle Aquitaine-Futuroscope FDJ |
| -------------------------------------- | -------------------------------------- | -------------------------------------- |
| Nr.                                    | Rytter                                 | Placering                              |
| 71                                     | Eugénie Duval (FRA)                    | 53.                                    |
| 72                                     | Brodie Chapman (AUS)                   | DNS-3                                  |
| 73                                     | Victorie Guilman (FRA)                 | 56.                                    |
| 74                                     | Marie Le Net (FRA)                     | 49.                                    |
| 75                                     | Cecilie Uttrup Ludwig (DEN)            | 6.                                     |
| 76                                     | Évita Muzic (FRA)                      | 13.                                    |

| Ceratizit-WNT Pro Cycling WNT | Ceratizit-WNT Pro Cycling WNT | Ceratizit-WNT Pro Cycling WNT |
| ----------------------------- | ----------------------------- | ----------------------------- |
| Nr.                           | Rytter                        | Placering                     |
| 81                            | Erica Magnaldi (ITA)          | 27.                           |
| 82                            | Laura Asencio (FRA)           | 70.                           |
| 83                            | Kathrin Hammes (GER)          | 30.                           |
| 84                            | Marta Lach (POL) (landevej)   | 45.                           |
| 85                            | Lotta Henttala (FIN)          | DNF-4                         |
| 86                            | Lara Vieceli (ITA)            | 75.                           |

| Valcar-Travel & Service VAL | Valcar-Travel & Service VAL | Valcar-Travel & Service VAL |
| --------------------------- | --------------------------- | --------------------------- |
| Nr.                         | Rytter                      | Placering                   |
| 91                          | Alice Maria Arzuffi (ITA)   | 58.                         |
| 92                          | Elena Pirrone (ITA)         | 88.                         |
| 93                          | Barbara Malcotti (ITA)      | 32.                         |
| 94                          | Federica Piergiovanni (ITA) | 41.                         |
| 95                          | Silvia Persico (ITA)        | 36.                         |
| 96                          | Ilaria Sanguineti (ITA)     | 80.                         |

| A.R. Monex Women's ASA | A.R. Monex Women's ASA       | A.R. Monex Women's ASA |
| ---------------------- | ---------------------------- | ---------------------- |
| Nr.                    | Rytter                       | Placering              |
| 101                    | Eider Merino (ESP)           | 24.                    |
| 102                    | Mariia Miliaeva (RUS)        | DNF-2                  |
| 103                    | Arlenis Sierra (CUB)         | 22.                    |
| 104                    | Katia Ragusa (ITA)           | 60.                    |
| 105                    | Ariadna Gutiérrez (MEX)      | 43.                    |
| 106                    | Andrea Ramírez Fregoso (MEX) | 31.                    |

| Instafund Racing ILP | Instafund Racing ILP         | Instafund Racing ILP |
| -------------------- | ---------------------------- | -------------------- |
| Nr.                  | Rytter                       | Placering            |
| 111                  | Rotem Gafinovitz (ISR)       | 52.                  |
| 112                  | Vera Looser (NAM) (landevej) | 79.                  |
| 113                  | Caroline Baur (SUI)          | DNF-3                |
| 114                  | Rachel Langdon (GBR)         | 76.                  |
| 115                  | Isabella Bertold (CAN)       | 59.                  |

| Rally Cycling RLW | Rally Cycling RLW             | Rally Cycling RLW |
| ----------------- | ----------------------------- | ----------------- |
| Nr.               | Rytter                        | Placering         |
| 121               | Clara Koppenburg (GER)        | 4.                |
| 122               | Kristabel Doebel-Hickok (USA) | 16.               |
| 123               | Sara Poidevin (CAN)           | 54.               |
| 125               | Heidi Franz (USA)             | 87.               |
| 126               | Holly Breck (USA)             | DNF-1             |

| World Cycling Centre WCC | World Cycling Centre WCC | World Cycling Centre WCC |
| ------------------------ | ------------------------ | ------------------------ |
| Nr.                      | Rytter                   | Placering                |
| 131                      | Luciana Roland (ARG)     | 91.                      |
| 132                      | Alessia Vigilia (ITA)    | 85.                      |
| 133                      | Antri Christoforou (CYP) | 61.                      |
| 134                      | Nicole Hanselmann (SUI)  | 89.                      |
| 135                      | Tereza Neumanová (CZE)   | 33.                      |
| 136                      | Nofar Maoz (ISR)         | DNF-2                    |

| Bizkaia-Durango BDP | Bizkaia-Durango BDP         | Bizkaia-Durango BDP |
| ------------------- | --------------------------- | ------------------- |
| Nr.                 | Rytter                      | Placering           |
| 141                 | Sandra Alonso (ESP)         | 71.                 |
| 142                 | Ariana Gilabert (ESP)       | 66.                 |
| 143                 | Lucía González Blanco (ESP) | 62.                 |
| 144                 | Lydia Iglesias (ESP)        | 90.                 |
| 146                 | Elizabeth Holden (GBR)      | 50.                 |

| Eneicat-RBH EIC | Eneicat-RBH EIC       | Eneicat-RBH EIC |
| --------------- | --------------------- | --------------- |
| Nr.             | Rytter                | Placering       |
| 151             | Julia Biryukova (UKR) | 42.             |
| 152             | Lija Laizāne (LAT)    | 69.             |
| 153             | Ziortza Isasi (ESP)   | DNS-2           |
| 155             | Anna Baidak (RUS)     | 38.             |
| 156             | Alessia Bulleri (ITA) | DNF-1           |

| Massi Tactic MAT | Massi Tactic MAT             | Massi Tactic MAT |
| ---------------- | ---------------------------- | ---------------- |
| Nr.              | Rytter                       | Placering        |
| 171              | Vita Heine (NOR)             | 44.              |
| 172              | Špela Kern (SLO)             | 35.              |
| 173              | Mireia Benito (ESP)          | DNS-4            |
| 174              | Olivia Baril (CAN)           | 57.              |
| 175              | Maaike Coljé (NED)           | 48.              |
| 176              | Martina Moreno Monteys (ESP) | 63.              |

| Río Miera-Cantabria Deporte RMC | Río Miera-Cantabria Deporte RMC | Río Miera-Cantabria Deporte RMC |
| ------------------------------- | ------------------------------- | ------------------------------- |
| Nr.                             | Rytter                          | Placering                       |
| 181                             | Elisabet Escursell Valero (ESP) | 92.                             |
| 182                             | Nerea Nuno Iglesias (ESP)       | 86.                             |
| 183                             | Fie Østerby                     | 74.                             |
| 184                             | Isabel Martin (ESP)             | 65.                             |
| 185                             | Susana Perez Conejero (ESP)     | 83.                             |
| 186                             | Alba Leonardo (ESP)             | DNF-4                           |

| Cogeas-Mettler-Look Pro Cycling Team CGS | Cogeas-Mettler-Look Pro Cycling Team CGS | Cogeas-Mettler-Look Pro Cycling Team CGS |
| ---------------------------------------- | ---------------------------------------- | ---------------------------------------- |
| Nr.                                      | Rytter                                   | Placering                                |
| 191                                      | Ajgul Garejeva (RUS)                     | 64.                                      |
| 192                                      | Tamara Dronova-Balabolina (RUS)          | 39.                                      |
| 194                                      | Gulnaz Khatuntseva (RUS)                 | 67.                                      |
| 195                                      | Olga Sabelinskaja (UZB)                  | 17.                                      |
| 196                                      | Petra Stiasny (SUI)                      | DNF-3                                    |

| SD Worx SDW | SD Worx SDW                           | SD Worx SDW |
| ----------- | ------------------------------------- | ----------- |
| Nr.         | Rytter                                | Placering   |
| 1           | Anna van der Breggen (NED) (landevej) | 1.          |
| 2           | Anna Shackley (GBR)                   | 25.         |
| 3           | Demi Vollering (NED)                  | 3.          |
| 4           | Niamh Fisher-Black (NZL)              | 12.         |
| 5           | Ashleigh Moolman-Pasio (RSA)          | 8.          |
| 6           | Karol-Ann Canuel (CAN)                | 46.         |

| Movistar Team MOV | Movistar Team MOV                     | Movistar Team MOV |
| ----------------- | ------------------------------------- | ----------------- |
| Nr.               | Rytter                                | Placering         |
| 11                | Annemiek van Vleuten (NED) (landevej) | 2.                |
| 12                | Alicia González Blanco (ESP)          | 78.               |
| 13                | Sara Martín Martín (ESP)              | DNF-1             |
| 14                | Jelena Erić (SRB)                     | 82.               |
| 15                | Paula Patiño (COL)                    | 37.               |
| 16                | Katrine Aalerud (NOR)                 | 5.                |

| Trek-Segafredo TFS | Trek-Segafredo TFS                    | Trek-Segafredo TFS |
| ------------------ | ------------------------------------- | ------------------ |
| Nr.                | Rytter                                | Placering          |
| 21                 | Elynor Bäckstedt (GBR)                | DNF-4              |
| 22                 | Lauretta Hanson (AUS)                 | DNF-4              |
| 23                 | Amalie Dideriksen (DEN)               | 84.                |
| 24                 | Elisa Longo Borghini (ITA) (landevej) | 11.                |
| 25                 | Shirin van Anrooij (NED)              | 55.                |
| 26                 | Tayler Wiles (USA)                    | 47.                |

| Team BikeExchange BEX | Team BikeExchange BEX             | Team BikeExchange BEX |
| --------------------- | --------------------------------- | --------------------- |
| Nr.                   | Rytter                            | Placering             |
| 31                    | Amanda Spratt (AUS)               | 14.                   |
| 32                    | Arianna Fidanza (ITA)             | 72.                   |
| 33                    | Ane Santesteban (ESP)             | 18.                   |
| 34                    | Sarah Roy (AUS) (landevej)        | 81.                   |
| 35                    | Grace Brown (AUS)                 | 7.                    |
| 36                    | Georgia Williams (NZL) (landevej) | 73.                   |

| Alé BTC Ljubljana ALE | Alé BTC Ljubljana ALE        | Alé BTC Ljubljana ALE |
| --------------------- | ---------------------------- | --------------------- |
| Nr.                   | Rytter                       | Placering             |
| 41                    | Mavi García (ESP) (landevej) | 28.                   |
| 42                    | Tatiana Guderzo (ITA)        | 26.                   |
| 43                    | Anastasia Chursina (RUS)     | 40.                   |
| 44                    | Laura Tomasi (ITA)           | DNF-4                 |
| 45                    | Sophie Wright (GBR)          | 51.                   |
| 46                    | Marlen Reusser (SUI)         | 23.                   |

| Liv Racing LIV | Liv Racing LIV             | Liv Racing LIV |
| -------------- | -------------------------- | -------------- |
| Nr.            | Rytter                     | Placering      |
| 51             | Sofia Bertizzolo (ITA)     | 34.            |
| 53             | Marta Jaskulska (POL)      | 68.            |
| 54             | Soraya Paladin (ITA)       | 20.            |
| 55             | Pauliena Rooijakkers (NED) | 9.             |
| 56             | Sabrina Stultiens (NED)    | 15.            |

| Canyon-SRAM Racing CSR | Canyon-SRAM Racing CSR         | Canyon-SRAM Racing CSR |
| ---------------------- | ------------------------------ | ---------------------- |
| Nr.                    | Rytter                         | Placering              |
| 61                     | Hannah Barnes (GBR)            | 77.                    |
| 62                     | Alice Barnes (GBR)             | DNF-4                  |
| 63                     | Elise Chabbey (SUI) (landevej) | 21.                    |
| 64                     | Katarzyna Niewiadoma (POL)     | 10.                    |
| 65                     | Mikayla Harvey (NZL)           | 19.                    |
| 66                     | Omer Shapira (ISR) (landevej)  | 29.                    |

| FDJ-Nouvelle Aquitaine-Futuroscope FDJ | FDJ-Nouvelle Aquitaine-Futuroscope FDJ | FDJ-Nouvelle Aquitaine-Futuroscope FDJ |
| -------------------------------------- | -------------------------------------- | -------------------------------------- |
| Nr.                                    | Rytter                                 | Placering                              |
| 71                                     | Eugénie Duval (FRA)                    | 53.                                    |
| 72                                     | Brodie Chapman (AUS)                   | DNS-3                                  |
| 73                                     | Victorie Guilman (FRA)                 | 56.                                    |
| 74                                     | Marie Le Net (FRA)                     | 49.                                    |
| 75                                     | Cecilie Uttrup Ludwig (DEN)            | 6.                                     |
| 76                                     | Évita Muzic (FRA)                      | 13.                                    |

| Ceratizit-WNT Pro Cycling WNT | Ceratizit-WNT Pro Cycling WNT | Ceratizit-WNT Pro Cycling WNT |
| ----------------------------- | ----------------------------- | ----------------------------- |
| Nr.                           | Rytter                        | Placering                     |
| 81                            | Erica Magnaldi (ITA)          | 27.                           |
| 82                            | Laura Asencio (FRA)           | 70.                           |
| 83                            | Kathrin Hammes (GER)          | 30.                           |
| 84                            | Marta Lach (POL) (landevej)   | 45.                           |
| 85                            | Lotta Henttala (FIN)          | DNF-4                         |
| 86                            | Lara Vieceli (ITA)            | 75.                           |

| Valcar-Travel & Service VAL | Valcar-Travel & Service VAL | Valcar-Travel & Service VAL |
| --------------------------- | --------------------------- | --------------------------- |
| Nr.                         | Rytter                      | Placering                   |
| 91                          | Alice Maria Arzuffi (ITA)   | 58.                         |
| 92                          | Elena Pirrone (ITA)         | 88.                         |
| 93                          | Barbara Malcotti (ITA)      | 32.                         |
| 94                          | Federica Piergiovanni (ITA) | 41.                         |
| 95                          | Silvia Persico (ITA)        | 36.                         |
| 96                          | Ilaria Sanguineti (ITA)     | 80.                         |

| A.R. Monex Women's ASA | A.R. Monex Women's ASA       | A.R. Monex Women's ASA |
| ---------------------- | ---------------------------- | ---------------------- |
| Nr.                    | Rytter                       | Placering              |
| 101                    | Eider Merino (ESP)           | 24.                    |
| 102                    | Mariia Miliaeva (RUS)        | DNF-2                  |
| 103                    | Arlenis Sierra (CUB)         | 22.                    |
| 104                    | Katia Ragusa (ITA)           | 60.                    |
| 105                    | Ariadna Gutiérrez (MEX)      | 43.                    |
| 106                    | Andrea Ramírez Fregoso (MEX) | 31.                    |

| Instafund Racing ILP | Instafund Racing ILP         | Instafund Racing ILP |
| -------------------- | ---------------------------- | -------------------- |
| Nr.                  | Rytter                       | Placering            |
| 111                  | Rotem Gafinovitz (ISR)       | 52.                  |
| 112                  | Vera Looser (NAM) (landevej) | 79.                  |
| 113                  | Caroline Baur (SUI)          | DNF-3                |
| 114                  | Rachel Langdon (GBR)         | 76.                  |
| 115                  | Isabella Bertold (CAN)       | 59.                  |

| Rally Cycling RLW | Rally Cycling RLW             | Rally Cycling RLW |
| ----------------- | ----------------------------- | ----------------- |
| Nr.               | Rytter                        | Placering         |
| 121               | Clara Koppenburg (GER)        | 4.                |
| 122               | Kristabel Doebel-Hickok (USA) | 16.               |
| 123               | Sara Poidevin (CAN)           | 54.               |
| 125               | Heidi Franz (USA)             | 87.               |
| 126               | Holly Breck (USA)             | DNF-1             |

| World Cycling Centre WCC | World Cycling Centre WCC | World Cycling Centre WCC |
| ------------------------ | ------------------------ | ------------------------ |
| Nr.                      | Rytter                   | Placering                |
| 131                      | Luciana Roland (ARG)     | 91.                      |
| 132                      | Alessia Vigilia (ITA)    | 85.                      |
| 133                      | Antri Christoforou (CYP) | 61.                      |
| 134                      | Nicole Hanselmann (SUI)  | 89.                      |
| 135                      | Tereza Neumanová (CZE)   | 33.                      |
| 136                      | Nofar Maoz (ISR)         | DNF-2                    |

| Bizkaia-Durango BDP | Bizkaia-Durango BDP         | Bizkaia-Durango BDP |
| ------------------- | --------------------------- | ------------------- |
| Nr.                 | Rytter                      | Placering           |
| 141                 | Sandra Alonso (ESP)         | 71.                 |
| 142                 | Ariana Gilabert (ESP)       | 66.                 |
| 143                 | Lucía González Blanco (ESP) | 62.                 |
| 144                 | Lydia Iglesias (ESP)        | 90.                 |
| 146                 | Elizabeth Holden (GBR)      | 50.                 |

| Eneicat-RBH EIC | Eneicat-RBH EIC       | Eneicat-RBH EIC |
| --------------- | --------------------- | --------------- |
| Nr.             | Rytter                | Placering       |
| 151             | Julia Biryukova (UKR) | 42.             |
| 152             | Lija Laizāne (LAT)    | 69.             |
| 153             | Ziortza Isasi (ESP)   | DNS-2           |
| 155             | Anna Baidak (RUS)     | 38.             |
| 156             | Alessia Bulleri (ITA) | DNF-1           |

| Massi Tactic MAT | Massi Tactic MAT             | Massi Tactic MAT |
| ---------------- | ---------------------------- | ---------------- |
| Nr.              | Rytter                       | Placering        |
| 171              | Vita Heine (NOR)             | 44.              |
| 172              | Špela Kern (SLO)             | 35.              |
| 173              | Mireia Benito (ESP)          | DNS-4            |
| 174              | Olivia Baril (CAN)           | 57.              |
| 175              | Maaike Coljé (NED)           | 48.              |
| 176              | Martina Moreno Monteys (ESP) | 63.              |

| Río Miera-Cantabria Deporte RMC | Río Miera-Cantabria Deporte RMC | Río Miera-Cantabria Deporte RMC |
| ------------------------------- | ------------------------------- | ------------------------------- |
| Nr.                             | Rytter                          | Placering                       |
| 181                             | Elisabet Escursell Valero (ESP) | 92.                             |
| 182                             | Nerea Nuno Iglesias (ESP)       | 86.                             |
| 183                             | Fie Østerby                     | 74.                             |
| 184                             | Isabel Martin (ESP)             | 65.                             |
| 185                             | Susana Perez Conejero (ESP)     | 83.                             |
| 186                             | Alba Leonardo (ESP)             | DNF-4                           |

| Cogeas-Mettler-Look Pro Cycling Team CGS | Cogeas-Mettler-Look Pro Cycling Team CGS | Cogeas-Mettler-Look Pro Cycling Team CGS |
| ---------------------------------------- | ---------------------------------------- | ---------------------------------------- |
| Nr.                                      | Rytter                                   | Placering                                |
| 191                                      | Ajgul Garejeva (RUS)                     | 64.                                      |
| 192                                      | Tamara Dronova-Balabolina (RUS)          | 39.                                      |
| 194                                      | Gulnaz Khatuntseva (RUS)                 | 67.                                      |
| 195                                      | Olga Sabelinskaja (UZB)                  | 17.                                      |
| 196                                      | Petra Stiasny (SUI)                      | DNF-3                                    |